# Arquimedes (cràter)
|  | Per a altres significats, vegeu «Arquimedes (desambiguació)». |

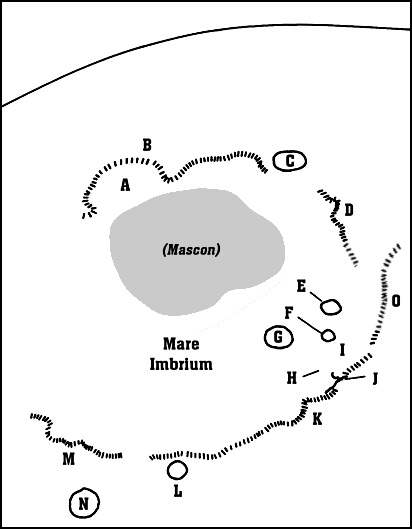
Mapa del Mare Imbrium. El punt G assenyala el cràter Arquimedes. (Les lletres de la taula de cràters satèl·lit no fan referència a aquest dibuix)

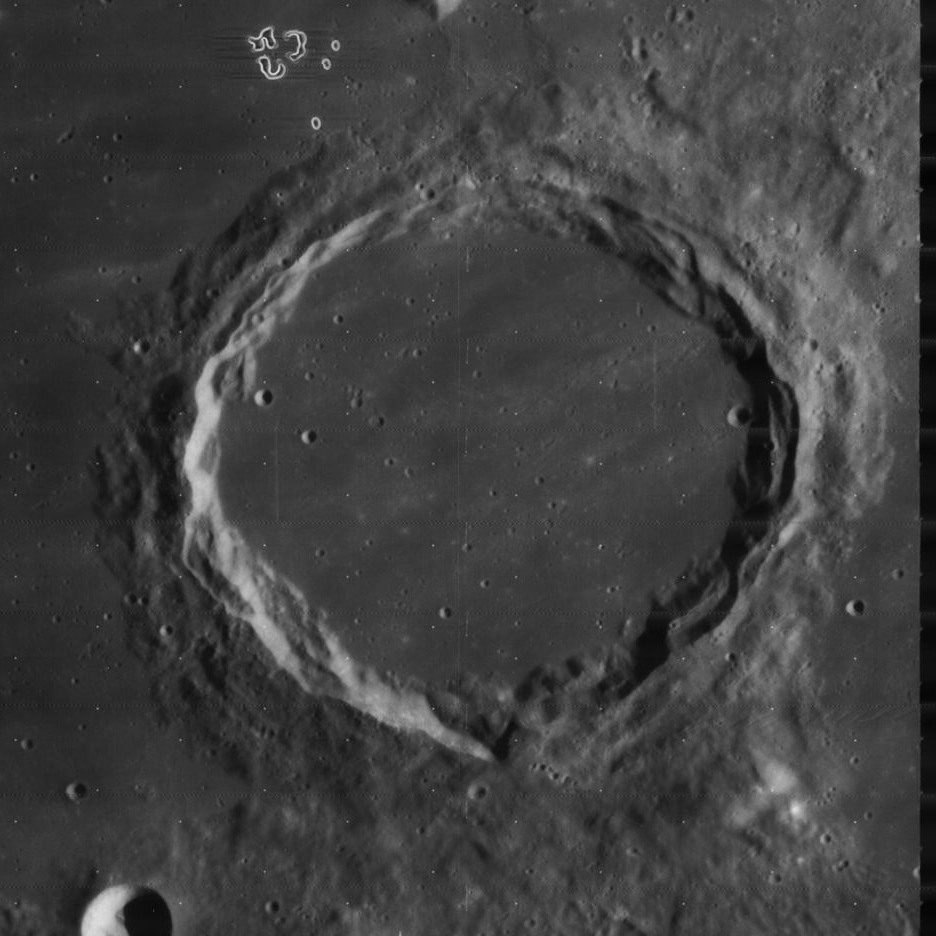
Imatge de la missió Lunar Orbiter 4

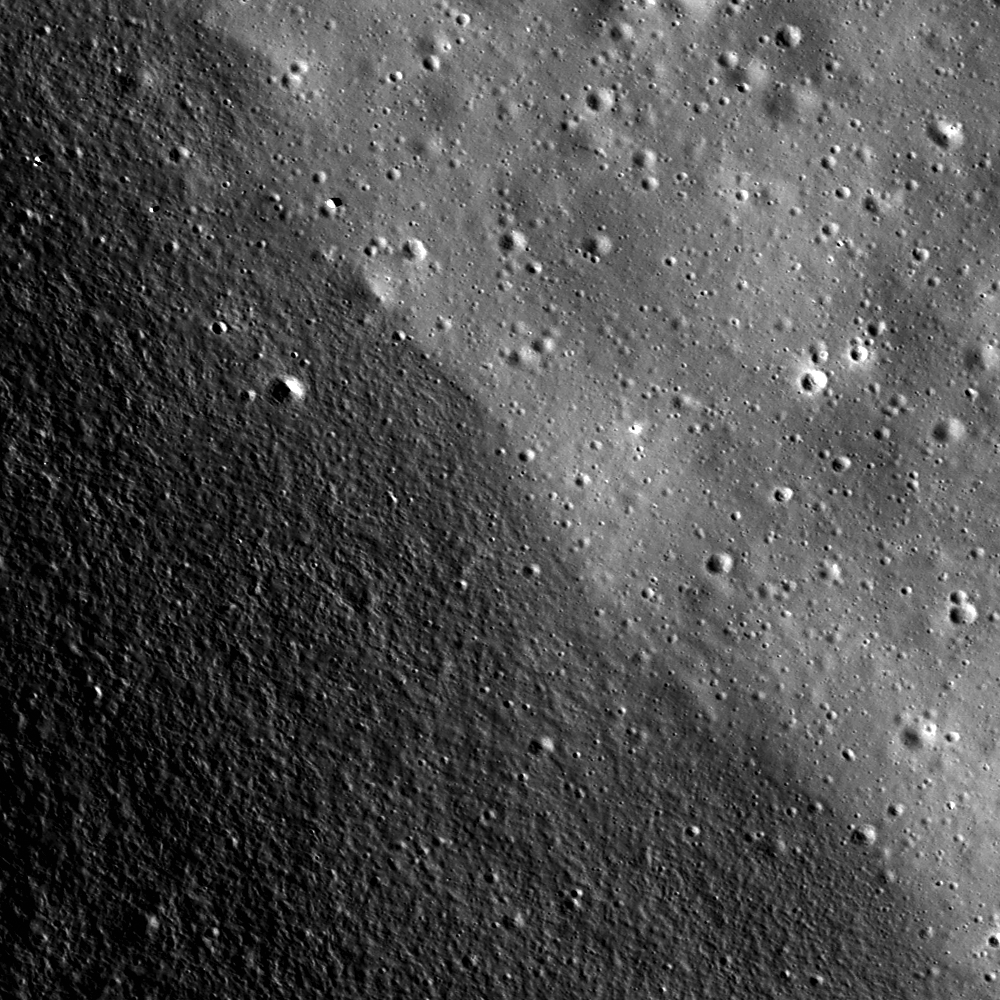
Imatge LRO del contacte de la muralla del cràter (a baix a l'esquerra) i el seu sòl (a dalt a la dreta)

Arquimedes és un gran cràter lunar situat a la zona oriental del Mare Imbrium, sent el major dels cràters de l'entorn. La vora té una elevació exterior significativa, marcada per nombrosos materials ejectats. La porció superior d'una paret interior apareix graonada, però manca del característic sistema de marques radials associat amb els cràters més recents. Un promontori d'aspecte triangular s'estén 30 quilòmetres des del sud-est de la vora.

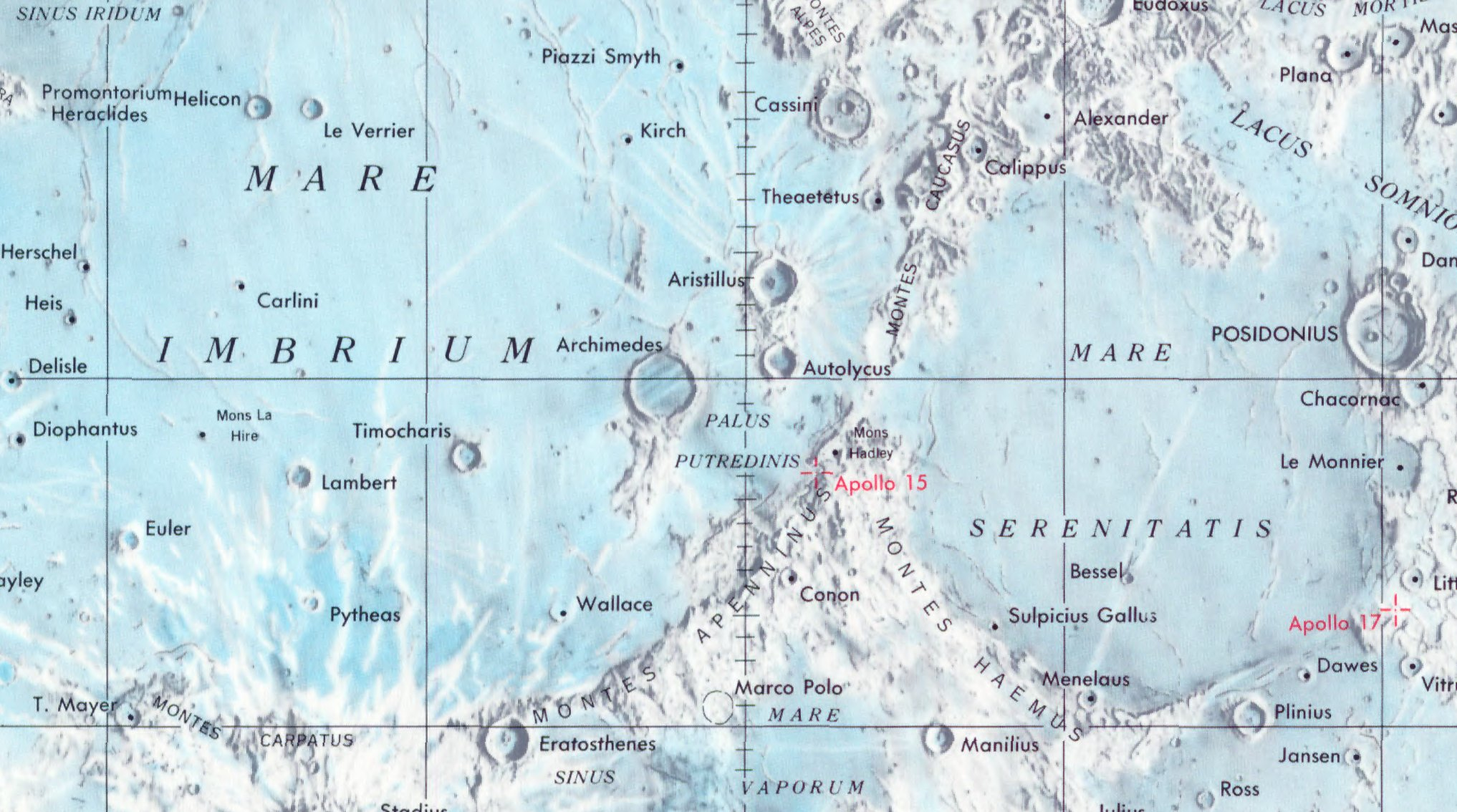
Localització d'Arquimedes (centre de la imatge)

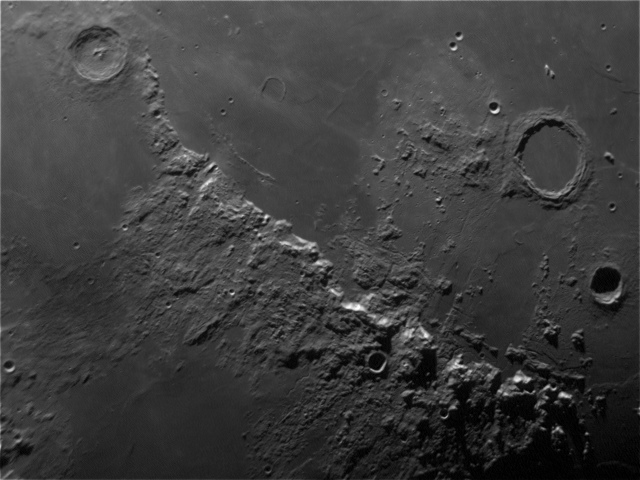
Vista dels Montes Apenninus

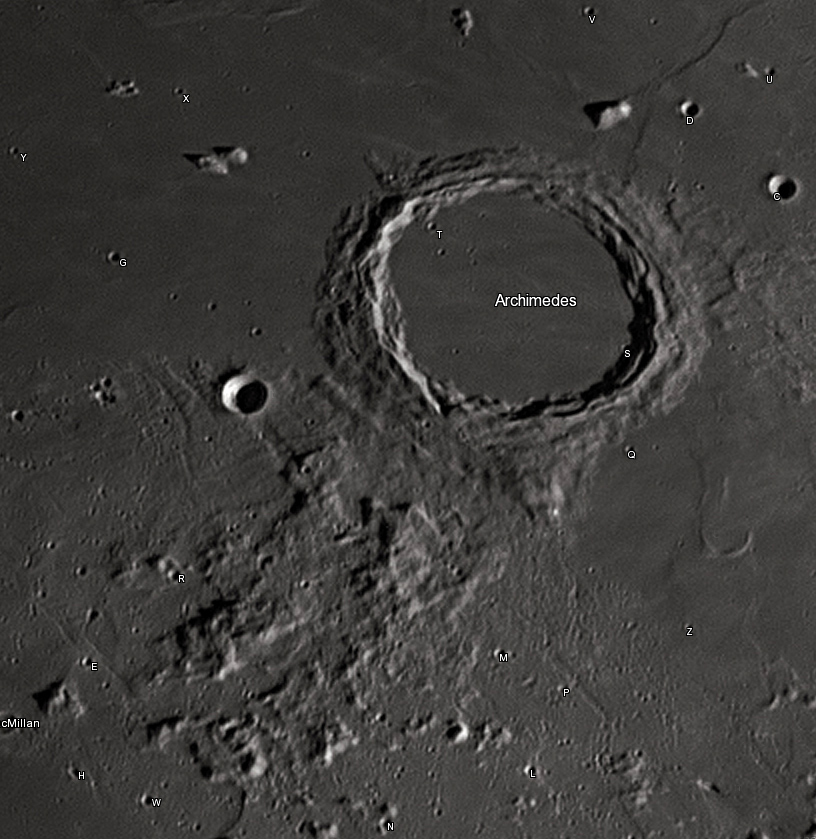
Entorn d'Arquimedes

L'interior del cràter manca d'un pic central i està inundat de lava. Està desproveït d'elements elevats rellevants, encara que presenta alguns petits cràters meteorítics prop del brocal. Es poden observar volutes disperses de material de color més clar i lluent sobre el seu sòl, molt probablement dipositades per l'impacte que va crear Autòlic.

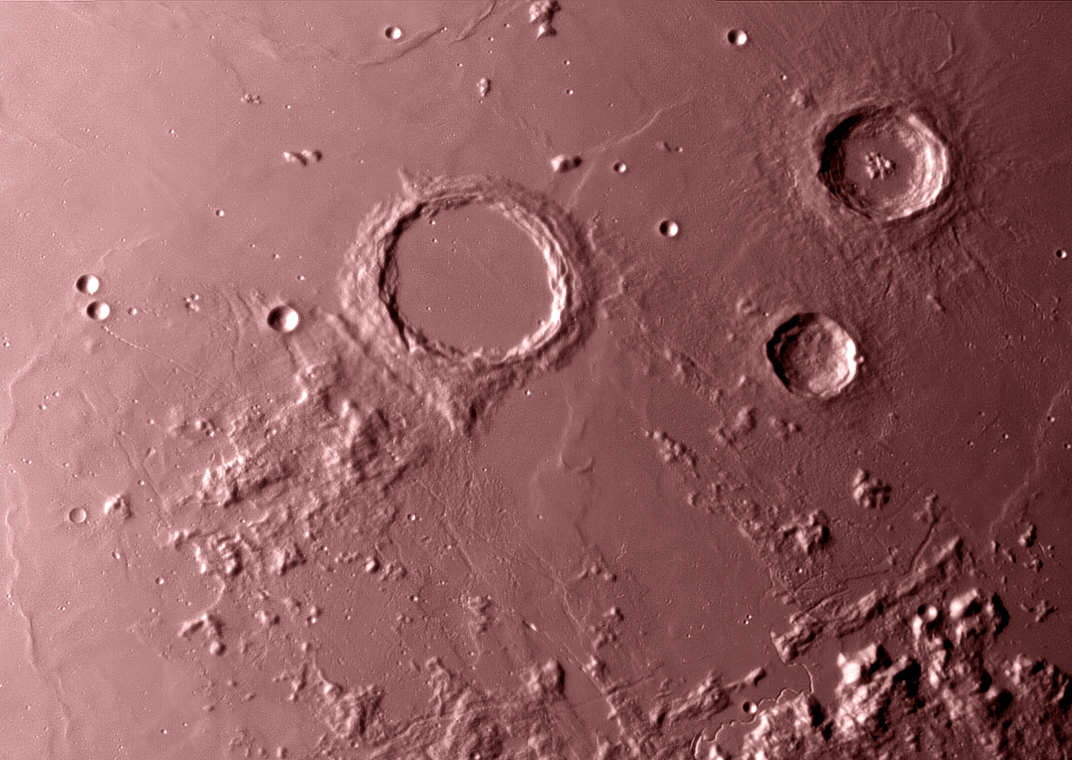
Imatge infraroja d'Arquimedes, cortesia del NOT i de l'Observatori d'Estocolm: M. Gålfalk, G. Olofsson, i H.-G. Florén, presa amb la càmera SIRCA.

## Entorn
Al sud d'Arquimedes s'estenen els Montes Arquimedes, una regió muntanyenca. En el bord sud-est es troba el Palus Putredinis, una plana inundada de lava que conté un sistema d'esquerdes denominat Rimae Arquimedes, que s'estén a més de 150 quilòmetres. Al nord-nord-oest d'Arquimedes es troben els Montes Spitzbergen, una cadena de pics en la Mare Imbrium. A l'est d'Arquimedes jeu el cràter Autòlic. Al nord-est d'Arquimedes es localitza el prominent cràter Arístil·los. La plana de lava entre Arquimedes, Arístil·los i Autòlic forma la badia Sinus Lunicus del Mare Imbrium. Una cresta sinuosa s'allunya d'Arquimedes cap al nord-nord-oest, creuant aquest mare.

## Noms
El cràter rep el seu nom del científic grec Arquimedes. Igual que molts dels cràters de la cara visible de la Lluna, va rebre el seu nom de Giovanni Riccioli, el sistema del qual de nomenclatura de 1651 s'ha estandarditzat. Els primers cartógrafos lunars li havien donat a aquest element del relleu del satèl·lit diferents noms. El mapa de 1645 de Michael van Langren ho denomina "Roma" en referència a la ciutat de Roma. Johannes Hevelius ho va cridar "Mons Argentarius" commemorant la regió de la Muntanya Argentario a Itàlia.

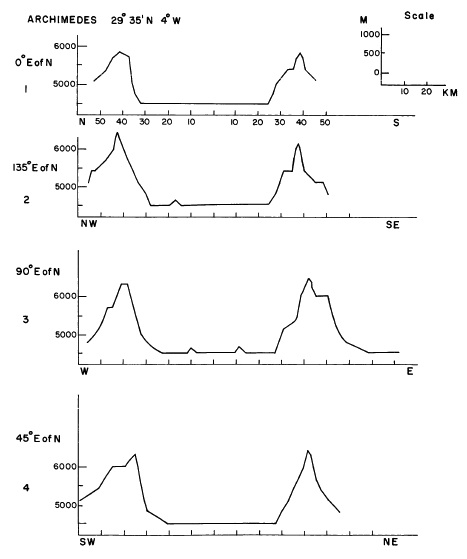
Perfils transversals del cràter

L'antic cartògraf lunar Michael van Langren va utilitzar per primera vegada el nom de "Archimedis" en el seu mapa de 1645, en el que va pensar que era un cràter de grandària mitjana en el sud de la vora del que ara és Plató, entre aquest cràter (llavors designat com "Lacus Panciroli") i el Mare Imbrium (llavors denominat "Mare Astronomicum").

## Exploració
El tram de la superfície lunar entre Arquimedes i Autòlic va ser la zona de l'allunatge forçós de la sonda soviètica Luna 2. Aquesta va ser la primera nau a allunar a la superfície de la Lluna, aterrant el 13 de setembre de 1959.

## Cràters satèl·lit
Per convenció aquestes característiques s'identifiquen en els mapes lunars localitzant la lletra en el punt mitjà de la vora del cràter en les rodalies del cràter Arquimedes.
|            | \| Archimedes \| Coordenades \| Diàmetre \| \| ---------- \| ---------------------------------- \| -------- \| \| C \| 31° 36′ N, 1° 30′ O / 31.6°N,1.5°O \| 8 km \| \| D \| 32° 12′ N, 2° 36′ O / 32.2°N,2.6°O \| 5 km \| \| E \| 25° 00′ N, 7° 12′ O / 25.0°N,7.2°O \| 3 km \| \| G \| 29° 06′ N, 8° 12′ O / 29.1°N,8.2°O \| 3 km \| \| H \| 23° 54′ N, 7° 00′ O / 23.9°N,7.0°O \| 4 km \| \| L \| 25° 00′ N, 2° 36′ O / 25.0°N,2.6°O \| 4 km \| \| M \| 26° 06′ N, 3° 12′ O / 26.1°N,3.2°O \| 3 km \| \| N \| 24° 06′ N, 3° 54′ O / 24.1°N,3.9°O \| 3 km \| \| P \| 25° 54′ N, 2° 30′ O / 25.9°N,2.5°O \| 3 km \| \| Q \| 28° 30′ N, 2° 24′ O / 28.5°N,2.4°O \| 3 km \| \| R \| 26° 00′ N, 6° 36′ O / 26.0°N,6.6°O \| 4 km \| \| S \| 29° 30′ N, 2° 42′ O / 29.5°N,2.7°O \| 3 km \| \| T \| 30° 18′ N, 5° 00′ O / 30.3°N,5.0°O \| 3 km \| \| U \| 32° 48′ N, 1° 54′ O / 32.8°N,1.9°O \| 3 km \| \| V \| 32° 54′ N, 4° 00′ O / 32.9°N,4.0°O \| 3 km \| \| W \| 23° 48′ N, 6° 12′ O / 23.8°N,6.2°O \| 4 km \| \| X \| 31° 00′ N, 8° 00′ O / 31.0°N,8.0°O \| 2 km \| \| Y \| 29° 54′ N, 9° 30′ O / 29.9°N,9.5°O \| 2 km \| \| Z \| 26° 48′ N, 1° 24′ O / 26.8°N,1.4°O \| 2 km \| |          |
| Archimedes | Coordenades | Diàmetre |
| C          | 31° 36′ N, 1° 30′ O / 31.6°N,1.5°O | 8 km     |
| D          | 32° 12′ N, 2° 36′ O / 32.2°N,2.6°O | 5 km     |
| E          | 25° 00′ N, 7° 12′ O / 25.0°N,7.2°O | 3 km     |
| G          | 29° 06′ N, 8° 12′ O / 29.1°N,8.2°O | 3 km     |
| H          | 23° 54′ N, 7° 00′ O / 23.9°N,7.0°O | 4 km     |
| L          | 25° 00′ N, 2° 36′ O / 25.0°N,2.6°O | 4 km     |
| M          | 26° 06′ N, 3° 12′ O / 26.1°N,3.2°O | 3 km     |
| N          | 24° 06′ N, 3° 54′ O / 24.1°N,3.9°O | 3 km     |
| P          | 25° 54′ N, 2° 30′ O / 25.9°N,2.5°O | 3 km     |
| Q          | 28° 30′ N, 2° 24′ O / 28.5°N,2.4°O | 3 km     |
| R          | 26° 00′ N, 6° 36′ O / 26.0°N,6.6°O | 4 km     |
| S          | 29° 30′ N, 2° 42′ O / 29.5°N,2.7°O | 3 km     |
| T          | 30° 18′ N, 5° 00′ O / 30.3°N,5.0°O | 3 km     |
| U          | 32° 48′ N, 1° 54′ O / 32.8°N,1.9°O | 3 km     |
| V          | 32° 54′ N, 4° 00′ O / 32.9°N,4.0°O | 3 km     |
| W          | 23° 48′ N, 6° 12′ O / 23.8°N,6.2°O | 4 km     |
| X          | 31° 00′ N, 8° 00′ O / 31.0°N,8.0°O | 2 km     |
| Y          | 29° 54′ N, 9° 30′ O / 29.9°N,9.5°O | 2 km     |
| Z          | 26° 48′ N, 1° 24′ O / 26.8°N,1.4°O | 2 km     |

Els següents cràters han estat canviats el nom per la UAI.
- Arquimedes A - Vegeu cràter Bancroft.
- Arquimedes F - Vegeu cràter MacMillan.
- Arquimedes K - Vegeu cràter Spurr.

### Altres referències
- (WGPSN), IAU Working Group for Planetary System Nomenclature. «Gazetteer of Planetary Nomenclature. 1:1 Million-Scale Maps of the Moon» (en anglès).  UAI / USGS, 13-02-2013. [Consulta: 6 abril 2016].
- Andersson, L. E.; Whitaker, E. A.,. NASA Catalogue of Lunar Nomenclature (en anglès).  NASA RP-1097, 1982.
- Blue, Jennifer. «Gazetteer of Planetary Nomenclature» (en anglès).  USGS, 25-07-2007. [Consulta: 2 gener 2012].
- Bussey, B.; Spudis, P.. The Clementine Atlas of the Moon (en anglès).  Nueva York: Cambridge University Press, 2004. ISBN 0-521-81528-2.
- Cocks, Elijah E.; Cocks, Josiah C.. Who's Who on the Moon: A Biographical Dictionary of Lunar Nomenclature (en anglès).  Tudor Publishers, 1995. ISBN 0-936389-27-3.
- McDowell, Jonathan. «Lunar Nomenclature» (en anglès).   Jonathan's Space Report, 15-07-2007. [Consulta: 2 gener 2012].
- Menzel, D. H.; Minnaert, M.; Levin, B.; Dollfus, A.; Bell, B. «Report on Lunar Nomenclature by The Working Group of Commission 17 of the IAU» (en anglès). Space Science Reviews, 12, 1971, pàg. 136.
- Moore, Patrick. On the Moon (en anglès).  Sterling Publishing Co, 2001. ISBN 0-304-35469-4.
- Price, Fred W. The Moon Observer's Handbook (en anglès).  Cambridge University Press, 1988. ISBN 0521335000.
- Rükl, Antonín. Atlas of the Moon (en anglès).  Kalmbach Books, 1990. ISBN 0-913135-17-8.
- Webb, Rev. T. W.. Celestial Objects for Common Telescopes, 6ª edición revisada (en anglès).  Dover, 1962. ISBN 0-486-20917-2.
- Whitaker, Ewen A. Mapping and Naming the Moon (en anglès).  Cambridge University Press, 2003. 978-0-521-54414-6.
- Wlasuk, Peter T. Observing the Moon (en anglès).  Springer, 2000. ISBN 1-85233-193-3.